# Conrad Svanberg
Conrad Teodor Svanberg, född 16 september 1816 i Stockholm, död 22 mars 1889 i Stockholm, var en svensk hantverkare och riksdagsman.
Conrad Svanberg var son till bokbindarmästaren Isak Erik Svanberg. Han sattes som ung i lära hos en spegelfabrikör och praktiserade även utomlands, innan han redan som 22-årig 1838 etablerade en egen firma i spegel-, lamp- och förgyllningsbranschen. Svanberg drev firman fram till 1880-talet. 1844 antogs han till hovleverantör för Drottningholms och Stockholms slott. Han dekorerade även flera kyrkor och restauranger, Svanberg var den förste i Sverige att lansera obrutna spegelytor. Han intresserade sig även för allmänna uppdrag, och var 1871–1881 stadsfullmäktig i Stockholm.
Svanberg övergick alltmer till att främja och organisera de skilda hantverkens gemensamma intressen. Som riksdagsman var han hantverkets outtröttlige och oegennyttige förespråkare. Han var riksdagsledamot 1867-1869 och 1888-1889 i andra kammaren, invald av Stockholms stads valkrets samt 1874–1883 i första kammaren, vald av Älvsborgs läns valkrets.
Till sin åskådning var Svanberg konservativ och protektionistisk, och anslöt sig redan vid första tvåkammarriksdagen till Lantmannapartiet. 1868 blev han statsrevisor och var suppleant i statsutskottet 1868–1869.
Svanberg kan sägas vara den huvudsaklige stiftaren till Stockholms stads hantverksförening vid dess nystart 1865 och i vilken han 1865-1889 var ordförande och den drivande kraften; vid hans frånfälle lät föreningen prägla en medalj över honom.